# 28 cm SK C/34
Німецька морська гармата 28 см SK C/34 - це 283 мм 54,5-каліберна гармата зі скріпленим стволом розроблена в 1934. Встановлювалася на лінкори класу Шарнгорст.

## Історія
Попередньою 28 см гарматою, яку встановлювали на важкі крейсери класу Дойчланд, була — SK C/28. Клас Шарнгорст отримав покращену версію SK C/28 яка мала довший ствол— SK C/34.
283 мм гармата SK C/34 була доволі швидкозарядною, у порівнянні з іншими гарматами подібного розміру. Вона могла робити один постріл за 17 секунд. Балістичні властивості робили її ефективною проти нових французьких лінкорів класу Дюнкерк, які бали броньовий пояс товщиною 225—283 мм, барбети — 310—340 мм.
Покращену версію гармати планувалося встановити на нідерландські лінійні крейсери проекту 1047, але будівництво цих кораблів не розпочалося через початок Другої світової.
Після роззброєння Гнейзенау в 1942—1943, його гармати були передані береговій обороні фортеці Фьєлль ´(11.MAA 504) в Сотрі, Норвегія (башта Бруно), на Batterie Oerlandat (4.MAA 507) в Аустратті, Норвегія (башта Цезар), а гармати з башти Антон були встановлені на батареї Розенбург в Нідерландах.

## Характеристики
| Відстань                    | 0                     | 7,900 м (8,640 ярд)   | 15,100 м (16,514 ярд) | 18,288 м (20,000 ярд) | 27,432 м (30,000 ярд) |
| Кут підвищення[deg]         | 0                     | 3.3                   | 7.4                   | 9.7                   | 18.7                  |
| Кут зустрічі з бронею[deg]  | 0                     | 4.4                   | 10.3                  | 15.2                  | 30.2                  |
| Швидкість снаряда біля цілі | 890 м/с (2 900 фут/с) | 693 м/с (2 270 фут/с) | 552 м/с (1 810 фут/с) | 496 м/с (1 630 фут/с) | 420 м/с (1 400 фут/с) |
| Пробиття броні поясу        | 604 мм (23,8 дюйм)    | 460 мм (18 дюйм)      | 335 мм (13,2 дюйм)    | 291 мм (11,5 дюйм)    | 205 мм (8,1 дюйм)     |
| Пробиття палубної броні     | -                     | 19 мм (0,75 дюйм)     | 41 мм (1,6 дюйм)      | 48 мм (1,9 дюйм)      | 76 мм (3,0 дюйм)      |

## Борєприпас

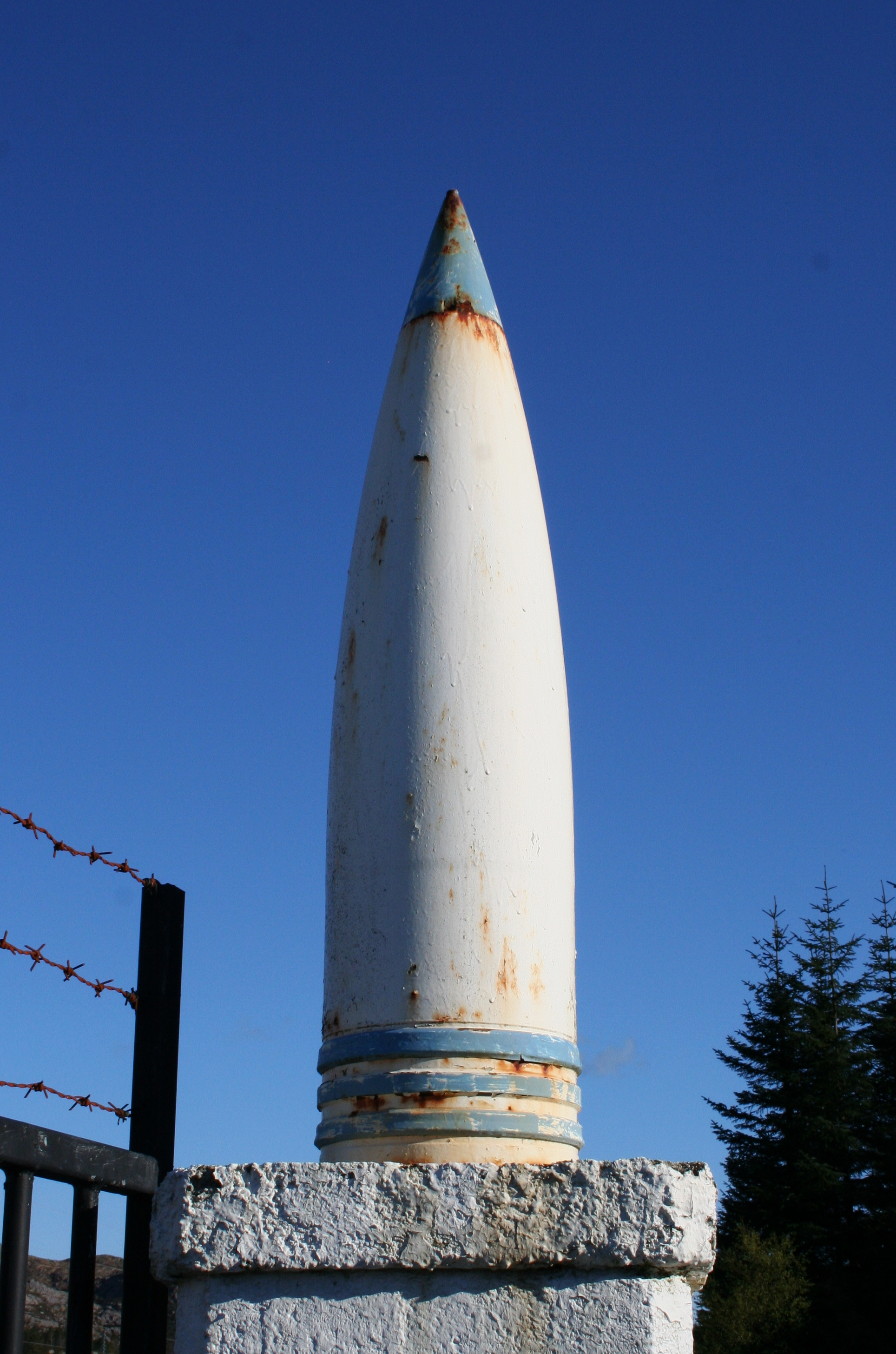
Снаряд берегової артилерії у фортеці Фьєлль в Сотрі, Норвегія

Характеристики снарядів SK C/28 та SK C/34 283 мм:
| Тип гармати       | Тип снаряда | Довжина (калібри) | Загальна вага     |
| ----------------- | ----------- | ----------------- | ----------------- |
| SK C/28           | Бронебійний | 3.7               | 300 кг (660 фунт) |
| Напів-бронебійний | 4.2         | 300 кг (660 фунт) |                   |
| Запалювальний     | 4.2         | 300 кг (660 фунт) |                   |
| SK C/34           | Бронебійний | 4.4               | 336 кг (741 фунт) |
| Напів-бронебійний | 4.4         | 316 кг (697 фунт) |                   |
| Запалювальний     | 4.5         | 315 кг (694 фунт) |                   |

## Зразки, які збереглися

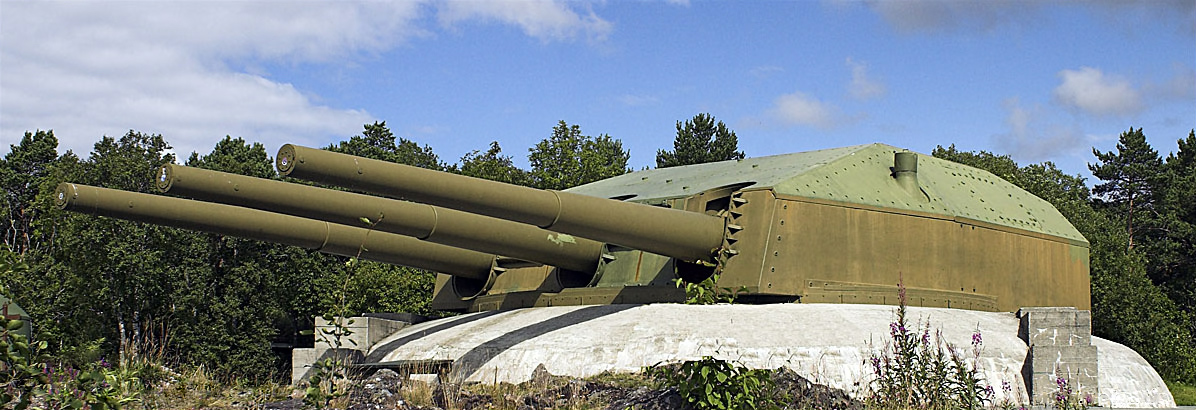
Башта Цезар з Гнейзенау форт Аустратт, Орландет, Норвегія

- Башта Цезар з трьома гарматамми з Гнейзенау форт Аустратт, Орландет, Норвегія
- Частини гармат з башти Антон збереглися у колишньому «форті Стітчінг», Гук-ван-Голланд